# Потийский договор
Потийский договор — временный договор между Германской империей и Республикой Грузией, по которому Грузия признавала протекторат Германии. Договор был подписан 28 мая 1918 года генералом Отто фон Лоссовом со стороны Германии и премьер-министром Грузии Ноем Рамишвили и министром иностранных дел Акакием Чхенкели с грузинской стороны.

## Предпосылки
9 марта 1917 года Временным правительством в Закавказье в роли основного органа гражданской администрации был учрежден Особый Закавказский Комитет во главе с членом Государственной думы В. А. Харламовым. Он стал заменой институту наместничества в данном регионе. Также членом комитета был Акакий Чхенкели. В ноябре 1917 года власть от Особого Закавказского Комитета перешла к Закавказскому комиссариату, который созвал Закавказский сейм — представительный и законодательный орган государственной власти, возглавляемый грузинским социал-демократом (меньшевиком) Н. С. Чхеидзе.
5 декабря 1917 года в Эрзинджане было подписано Эрзинджанское перемирие между Россией и Османской империей, которое поставило точку в Персидской и Кавказской кампаниях в ходе Первой мировой войны.
В апреле — мае 1918 года прошли Трапезундские переговоры между представителями Закавказского Сейма и Османской империей. Турецкая делегация требовала признания Сеймом Брест-Литовского мирного договора, согласно которому Батуми, Карс и Ардахан, также как и Закавказские территории занятые Турцией c момента начала военных действий, должны были быть признаны частью Турции. Армянская и грузинская делегации были против принятия этих требований, но азербайджанская делегация была согласна принять их, так как спорные территории к ним не относились и среди азербайджанских делегатов были распространены пантюркистские настроения. Немусульманское большинство Сейма проголосовало за войну против Османской Империи 13 апреля, и на следующий день закавказская делегация была отозвана в Тбилиси.
В ответ османская армия начала наступление и заняла Батуми, но была остановлена у Карса. 22 апреля Турция и Закавказский Сейм договорились о перемирии и возобновлении мирных переговоров. Под давлением со стороны Турции, 22 апреля 1918 года Сейм принял декларацию о независимости и создании Закавказской Демократической Федеративной Республики. 11 мая переговоры возобновились в городе Батуми.
Единственным способом не оказаться захваченными турками грузинские политики видели в сотрудничестве с Германией. В то время как после провала очередных переговоров снова возобновились военные действия между Грузией и Османской империей, Германская империя была готова воспользоваться этой ситуацией для усиления своего влияния на Кавказе.

## Подписание договора
Договор был подписан 28 мая — через два дня после провозглашении независимости Грузии. По условиям соглашения Германская империя признала Грузию и взяла под свою протекцию. К тому же Германия получала в неограниченное пользование железные дороги Грузии и все её корабли, находившиеся в порту. В Грузии начиналось свободное хождение немецкой валюты и учреждалась германо-грузинская горно-промышленная корпорация. Кроме того стороны обменялись дипломатическими и консульскими представителями. В секретном сопроводительном письме Германия обещала обеспечить международное признание Грузии и сохранность её территориальной целостности.